# Uno Davidson
Uno Davidson, född 1932, är en svensk kristen förkunnare som varit verksam som evangelist i Svenska Missionsförbundet. 

## Verksamhet som evangelist
I sin ungdom blev Uno Davidson intresserad av träsniderier och olika typer av konstverk i trä och inledde därför en lärlingsbana som bildhuggare i Jönköping.
I samband med en längre kristen kampanj med väckelsemöten i Huskvarna 1948, där bland andra Frank Mangs och Berthil Paulson deltog som evangelister växte kallelsen fram hos Uno Davidson att söka sig till en yrkesbana som evangelist. Han genomgick därför en evangelistkurs samt pastorsutbildning.
Han var först verksam som distriktsevangelist och därefter som riksevangelist i Svenska Missionsförbundet (Equmeniakyrkan).
Det var främst tillsammans med kollegan Åke Joelsson som han har gjort sig känd som reseevangelist med mångårig verksamhet med möteskampanjer, konferenser och tältmöten. De fungerade som ett team och både förkunnade, sjöng och spelade tillsammans.
På 1980-talet återupplivade han sina kunskaper som bildhuggare och kombinerade sedan detta med sin evangelistiska verksamhet med kurser inom bildhuggeri i församlingsmiljö vilket skapade kontakter i och utanför kyrkan med ungdomar och andra som var intresserade av konstnärligt skapande. 
Uno Davidson är ansedd som en fängslande folktalare i svensk väckelserörelse, vilket framgår i
i biografin "På hugget" som utgavs 1998 där han beskrivs som "en djärv men samtidigt sympatisk agitator för Guds Rike".